# Royal Khmer Airlines
Royal Khmer Airlines – kambodżańska linia lotnicza z siedzibą w Phnom Penh. Została założona w 2000 i oryginalnie planowano rozpoczęcie działalności i loty w 2001 roku, lecz dopiero wyruszono pierwszym samolotem (Boeing 737-200) 15 maja 2004. W 2006 roku opublikowała ostatni plan lotów do 2 lotnisk w Kambodży, 1 w Korei Południowej i 2 do Wietnamu. W listopadzie 2011 roku linia została zamknięta.